# 六英里村 (亞利桑那州)
六英里村（英語：Sixmile Village）是位於美國亞利桑那州莫哈維縣的一個非建制地區。該地的面積和人口皆未知。

## 地理
六英里村的座標為36°57′54″N 112°34′44″W / 36.96500°N 112.57889°W，而該地的平均海拔高度為1458米（即4783英尺）。